# Jean-Louis Pasquier
Jean-Louis Pasquier (París, 3 de abril de 1946) fue un piloto de motociclismo francés, que disputó el Campeonato del Mundo de Motociclismo desde 1966 hasta 1973.

## Resultados en el Campeonato del Mundo
Sistema de puntuación desde 1950 hasta 1968:
| Posición | 1.º | 2.º | 3.º | 4.º | 5.º | 6.º |
| Puntos   | 8   | 6   | 4   | 3   | 2   | 1   |

Sistema de puntuación desde 1969 hasta 1987:
| Posición | 1.º | 2.º | 3.º | 4.º | 5.º | 6.º | 7.º | 8.º | 9.º | 10.º |
| Puntos   | 15  | 12  | 10  | 8   | 6   | 5   | 4   | 3   | 2   | 1    |

### Carreras por año
(Carreras en negrita indica pole position, carreras en cursiva indica vuelta rápida)
| Año  | Cat.  | Moto    | 1       | 2       | 3       | 4       | 5       | 6      | 7      | 8       | 9     | 10     | 11     | 12    | Pts. | Pos. |
| ---- | ----- | ------- | ------- | ------- | ------- | ------- | ------- | ------ | ------ | ------- | ----- | ------ | ------ | ----- | ---- | ---- |
| 1966 | 50cc  | Derbi   | ESP -   | GER -   |         | NED -   |         |        |        |         |       | IOM -  | NAT 8  | JPN - | 0    | -    |
| 1967 | 50cc  | Derbi   | ESP 11  | ALE -   | FRA -   | IDM -   | NED Ret | BEL -  |        |         |       |        |        | JAP - | 0    | -    |
| 1968 | 50cc  | Derbi   | GER -   | ESP 12  | IOM -   | NED 21  | BEL -   |        |        |         |       |        |        |       | 0    | -    |
| 1968 | 125cc | Bultaco | GER -   | ESP -   | IOM Ret | NED -   |         | DDR -  | CZE -  | FIN -   | ULS - | NAT -  |        |       | 0    | -    |
| 1969 | 50cc  | Derbi   | ESP 8   | ALE -   | FRA 13  |         | NED 20  | BEL 10 | RDA 15 | CHE -   |       | ULS -  | NAC -  | YUG - | 4    | 29.º |
| 1969 | 125cc | Bultaco | ESP -   | ALE -   | FRA Ret | IDM 9   | NED -   | BEL -  | RDA 15 | CHE -   | FIN - |        | NAC 13 | YUG - | 2    | 46.º |
| 1969 | 250cc | Bultaco | ESP Ret | ALE -   | FRA 16  | IDM Ret | NED -   | BEL -  | RDA -  | CHE -   | FIN - | ULS -  | NAC -  | YUG - | 0    | -    |
| 1970 | 50cc  | Derbi   | ALE Ret | FRA Ret | YUG 23  |         | NED -   | BEL 12 | RDA -  | CHE -   | FIN - | ULS -  | NAC -  | ESP - | 0    | -    |
| 1970 | 125cc | Bultaco | ALE Ret | FRA -   | YUG 21  | IDM -   | NED -   | BEL 5  | RDA -  | CHE -   | FIN - |        | NAC -  | ESP - | 6    | 27.º |
| 1970 | 250cc | Yamaha  | ALE -   | FRA Ret | YUG -   | IDM -   | NED -   | BEL -  | RDA -  | CHE -   | FIN - | ULS -  | NAC -  | ESP - | 0    | -    |
| 1971 | 50cc  | Derbi   | AUT -   | ALE Ret | IDM -   | NED -   | BEL 11  | RDA 19 | CHE -  | SUE Ret | FIN - | NAC 11 | ESP -  |       | 0    | -    |
| 1971 | 125cc | Maico   | AUT -   | ALE -   | IDM Ret | NED -   | BEL -   | RDA -  | CHE -  | SUE DNQ | FIN - | NAC -  | ESP -  |       | 0    | -    |
| 1971 | 250cc | Yamaha  | AUT -   | ALE -   | IDM Ret | NED -   | BEL -   | RDA -  | CHE -  | SUE DNQ | FIN - | ULS -  | NAC -  | ESP - | 0    | -    |
| 1973 | 50cc  | Derbi   |         |         | ALE -   | NAC -   |         | YUG -  | NED -  | BEL 19  |       | SUE -  |        | ESP - | 0    | -    |